# Lasippa pia
Lasippa pia är en fjärilsart som beskrevs av Hans Fruhstorfer 1908. Lasippa pia ingår i släktet Lasippa och familjen praktfjärilar. Inga underarter finns listade i Catalogue of Life.